# The Debate
『DEBATE』は、1988年からフジテレビの深夜番組放送枠『JOCX-TV2』で不定期に放送されていた深夜番組。
２つのチームが与えられた論題に対する肯定側と否定側にわかれ、立論－反駁－結論を述べてその優劣を競うというもの。

## 解説
毎回８チームが登場し、トーナメント制で優勝を争う。
チーム（１～３人で構成）は一般公募され、事前に予選が行われる。
ディベートの総合テーマは明かされているが、具体的な論題は対戦の直前まで伏せられている。肯定側と否定側のどちらにまわるかも論題決定の前にじゃんけんで決められる。つまり、自らの信条とは一切関係なく、ただ討論の能力が問われる「ゲーム」なのである。
司会は栗本慎一郎。出演者は、潮匡人、茂木秀昭、瀧本哲史、他。
日本におけるディベート活動の推進・普及を目的とした日本ディベート協議会（現・日本ディベート協会）が1986年3月に発足したばかりで、まだ日本語でのディベートがまだ馴染みのない時代。英語によるディベートは1960年代から大学や高校のESSで英語ディベート大会が開かれており、大学ESSディベート部からの本番組への参加者も少なくなかった。